# Ermila Troconis de Veracoechea
Ermila Troconis de Veracoechea (Lausana, Suiza 27 de abril de 1929-Santa Cruz de Tenerife, España 14 de mayo de 2018) fue una ensayista e historiadora venezolana. Fue la segunda mujer en ser nombrada individuo de número de la Academia Nacional de Historia de Venezuela en 1978, después de Lucila Luciani de Pérez Díaz en 1940. Entre 2003 a 2011 fue Directora de la Academia Nacional de Historia de Venezuela.

## Primeros años
Ermila Troconis Tamayo nació en Lausana, Suiza, el 27 de abril de 1929. Hija del diplomático venezolano Carlos Troconis y Ermila Tamayo Yépez, mientras su padre ejercía como agregado cultural de Venezuela en Europa donde trabajó con asuntos relacionados con la Exposición Iberoamericana de Sevilla de 1929.

## Formación académica
Se licenció como Historiadora en la Universidad Central de Venezuela en 1966, realizó su doctorado en Historia en la misma institución en 1975.
Para optar al grado, Troconis de Veracoechea presentó su tesis sobre la Historia de El Tocuyo Colonial, como un homenaje a sus ancestros maternos. En el aspecto docente, desempeñó como profesora en la Universidad Central de Venezuela y en la Universidad Católica Andrés Bello. Fue directora del Instituto de Estudios Hispánicos de la Universidad Central de Venezuela.
En junio de 1978 fue electa para ocupar como Individuo de Número, el sillón letra "Q" de la Academia Nacional de la Historia, que mantuvo durante 50 años (1928-1978).

## Líneas de trabajo

### Historia de mujeres en la colonia
La participación de las mujeres en la sociedad colonial ha sido históricamente un campo poco estudiado en Venezuela, puesto que pocos investigadores se han dado a la tarea de consultar documentos de archivo. En este campo, Troconis de Veracoechea fue pionera: sus estudios sobre las mujeres en la colonia, y sus roles diferenciados según su posición en las castas coloniales sentaron las bases para posteriores estudios. En reconocimiento de su amplia labor en la investigación reivindicativa del rol de las mujeres en la sociedad venezolana, en el 2004 recibió la Orden Josefa Camejo del Centro de Estudios de la Mujer (CEM) de la Universidad Central de Venezuela

### Historia de la Iglesia colonial
Troconis de Veracoechea se enfocó en el estudio de las obras pías y los censos parroquiales en la provincia de Venezuela, sobre todo en el siglo XVIII. Para Troconis, el estudio de la Iglesia colonial era el paso primigenio para el entendimiento cabal del proceso de colonización de América por el Imperio español

### Historia de la esclavitud y los esclavos en Venezuela
La compilación documental “Documentos para el Estudio de los esclavos negros en Venezuela” fue y sigue siendo piedra angular de los estudios sobre negritud y esclavitud colonial y contemporánea en Venezuela, en tanto ésta recoge y transcribe documentos elementales para la producción historiográfica local sobre esclavitud entre los siglos XV y XVIII.

### Historia de la pobreza
En el 2002, Troconis de Veracoechea publicó un libro sobre los Orígenes de la Pobreza en Venezuela, que sería una contribución significativa a los estudios sistemáticos e interdisciplinarios al estudio de la pobreza en Venezuela que abarcaría la pobreza desde la época colonial hasta finales del siglo XIX con la Guerra Federal.

## Distinciones
Premio Nacional de Literatura, mención Ciencias Sociales (1987) con «El proceso de la inmigración en Venezuela».
Premio de Investigación “Francisco Venanzi” (Universidad Central de Venezuela, 1995).
Orden Josefa Camejo (2004) del Centro de Estudios de la Mujer (Universidad Central de Venezuela).

## Adscripciones y cargos desempeñados

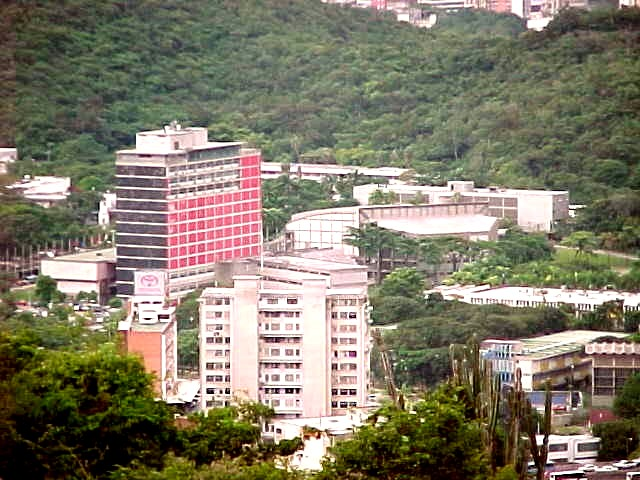
Universidad Central de Venezuela

- Profesora Titular Jubilada de la Universidad Central de Venezuela.[10]
- Miembro Correspondiente de las Academias de la Historia de España, Portugal, Paraguay, Argentina, Bolivia, Puerto Rico, Guatemala y República Dominicana.
- Subdirectora del Archivo General de la Nación (1971-75).
- Profesora de la Universidad Católica Andrés Bello, (1967-78).
- Directora de la Escuela de Historia y del Instituto de Estudios Hispanoamericanos de la UCV. (1987-89).
- Bibliotecaria-Archivera de la Academia Nacional de la Historia (1991-99).
- Miembro del Comité Asesor del Diccionario de Historia de Venezuela publicado por la Fundación Polar (1986).

## Publicaciones
- (1968). El aspecto antropológico del indígena americano, visto por los cronistas de Indias. Boletín Histórico, 18, 277-305. Academia Nacional de la Historia.
- (1969). Documentos para el estudio de los esclavos negros en Venezuela. Caracas: Academia Nacional de la Historia.
- (1971). Las obras pías en la Iglesia colonial venezolana (Vol. 105). Academia Nacional de la Historia.
- Duarte, Carlos y       (1971). Materiales para la historia de las artes decorativas en Venezuela. Academia Nacional de la Historia.
- (1975). La limpieza de sangre a través de la Real Audiencia de Caracas. Caracas: Academia Nacional de la Historia
- (1976). Tres cofradías de negros en la Iglesia de San Mauricio en Caracas. Universidad Católica Andrés Bello, Instituto de Investigaciones Históricas.
- (1979). La tenencia de la tierra en el litoral central de Venezuela (Departamento Vargas). Editorial Equinoccio, Universidad Simón Bolívar.
- (1981). Contribución al Estudio de la Formación de algunos pueblos de Venezuela. Boletín de la Academia Nacional de la Historia, 44, 61-73.
- , Veracoechea, Gladys, y Fuguett, Euclides (1982). Los Censos en la iglesia colonial venezolana:(sistema de préstamos a interés) (Vol. 153). Academia Nacional de la Historia.
- (1983). Historia de las cárceles en Venezuela (1600-1890) (Vol. 28). Academia nacional de la historia.
- (1984). Historia de El Tocuyo colonial. Caracas: Ediciones de la Biblioteca de la Universidad Central de Venezuela.
- (1986). El proceso de la inmigración en Venezuela (Vol. 41). Academia Nacional de la Historia.
- (1990). Indias, esclavas, mantuanas y primeras damas (Vol. 25). Academia Nacional de la Historia.
- García Maldonado, Ana Lucina, y       (1995). La mujer en la historia de Venezuela. Caracas: Asociación Civil la Mujer y el Quinto Centenario de América y Venezuela. Congreso de la República.
- (1997). El Tocuyo. Diccionario de Historia de Venezuela, 2, 198-200. Caracas: Fundación Polar.
- (1998). Gobernadoras, cimarronas, conspiradoras y barraganas (Vol. 62). Caracas: Academia nacional de la Historia
- (1999). "La iglesia y la mujer en el siglo XVIII." Revista Montalbán 32: 121-132. Universidad Católica Andrés Bello.
- Gasparini, Gasparini, y       (1999). Haciendas venezolanas. Armitano Editores.
- (2002). Orígenes de la pobreza en Venezuela. Caracas: Academia Nacional de Venezuela.
- (2004). El Trabajo esclavo en la economía colonial. Boletin de la Academias National de Historia [BANH], LXXXVII, (345), 59-75.